# Ilona Gusenbauer
Ilona Gusenbauer, nazwisko panieńskie Majdan (ur. 16 września 1947 w Gummersbach) – austriacka lekkoatletka, która specjalizowała się w skoku wzwyż.
Pierwsze sukcesy międzynarodowe zanotowała w 1968 roku, kiedy zajęła 8. miejsce na igrzyskach olimpijskich w Meksyku. W 1970 została halową mistrzynią Europy bijąc halowy rekord świata wynikiem 1,88 m. W tym samym roku zdobyła brązowy medal podczas uniwersjady w Turynie. Zwyciężyła w mistrzostwach Europy w Helsinkach (1971) rezultatem 1,87 m. Trzy tygodnie później w Wiedniu skacząc 1,92 m poprawiła o 1 cm rekord świata należący od 10 lat do Rumunki Iolandy Balaș. Sukcesy te sprawiły, że została wybrana austriackim sportowcem roku 1971.Podczas igrzysk olimpijskich w Monachium w 1972 roku Gusenbauer zdobyła brązowy medal z wynikiem 1,88 m. Była dziesięciokrotną mistrzynią Austrii (w latach 1966–1973, 1975 oraz 1976).

## Osiągnięcia
| Rok  | Impreza                   | Miejsce   | Lokata      | Wynik |
| ---- | ------------------------- | --------- | ----------- | ----- |
| 1966 | Mistrzostwa Europy        | Budapeszt | 15. miejsce | 1,60  |
| 1968 | Igrzyska olimpijskie      | Meksyk    | 8. miejsce  | 1,76  |
| 1969 | Mistrzostwa Europy        | Ateny     | 7. miejsce  | 1,77  |
| 1970 | Halowe mistrzostwa Europy | Wiedeń    | 1. miejsce  | 1,88  |
| 1970 | Uniwersjada               | Turyn     | 3. miejsce  | 1,83  |
| 1971 | Mistrzostwa Europy        | Helsinki  | 1. miejsce  | 1,87  |
| 1972 | Igrzyska olimpijskie      | Monachium | 3. miejsce  | 1,88  |
| 1973 | Halowe mistrzostwa Europy | Rotterdam | 7. miejsce  | 1,84  |